# La Route d'Istanbul
La Route d'Istanbul é um filme de drama argelino de 2017 dirigido e escrito por Rachid Bouchareb. Foi selecionado como representante de seu país ao Oscar de melhor filme estrangeiro em 2018.

## Elenco
- Astrid Whettnall - Elisabeth
- Pauline Burlet - Elodie
- Patricia Ide - Julie
- Abel Jafri - policial turco